# Черновка (Кыштовский район)
Черно́вка — село в Кыштовском районе Новосибирской области. Административный центр Черновского сельсовета.

## География
Площадь села — 114 гектаров.

## Население
| 2002 | 2007 | 2010 |
| ---- | ---- | ---- |
| 425  | ↘400 | ↘275 |

## Инфраструктура
В селе по данным на 2007 год функционируют 1 учреждение здравоохранения и 1 учреждение образования.